# 福井美津子
福井美津子（ふくい みつこ、1948年 - ）は、フランス語の翻訳家。
福岡県生まれ。青山学院大学仏文科卒。アテネ・フランセ卒業。パリ大学で学んだ後、1977-83年在日セネガル大使館勤務。1983年デザルマン『異文化の女性たち』で山川菊栄記念婦人問題研究奨励賞（山川菊栄賞）受賞。

## 翻訳
- ポール・デザルマン『異文化の女性たち』新評論　1983
- ジゼール・アリミ『女性が自由を選ぶとき』青山館　1983
- アリス・シュヴァルツァー『第二の性その後 ― ボーヴォワール対談集 1972～82』青山館　1985
  - 『ボーヴォワールは語る 『第二の性』その後』平凡社ライブラリー
- イヴェット・ルーディ『フェミニスムの現在 ― 自伝・フランスでの闘い』朝日新聞社　1986
- フランソワーズ・クセナキス『フロイト夫人の場合 ― 天才の妻たちの愛と性』山口書店　1987
- リカ・ザライ『私の自然食』築地書館　1987
- C.フランシス、F.ゴンティエ『ボーヴォワール ― ある恋の物語』平凡社　1989　20世紀メモリアル
- リカ・ザライ『幸福の練習 ― 私の自然食[II] 』築地書館　1990
- エレーヌ・ド・ボーヴォワール著 マルセル・ルチエ聞き書き『わが姉ボーヴォワール』平凡社　1991　20世紀メモリアル
- フランシス・スピネル『主婦マリーがしたこと』監訳　世界文化社　1992
- クリスティーナ・ビョルク『リネアモネの庭で』世界文化社　1993
- ガブリエッラ・フィオーリ『シモーヌ・ヴェイユ ― ひかりを手にいれた女性』平凡社　1994　20世紀メモリアル
- クリスティーナ・ビョルク『リネアの12か月』世界文化社　1994
- ジャン・ピエロ『マルグリット・デュラス ― 情熱と死のドラマツルギー』朝日新聞社　1995
- ジャクリーヌ・クラン『マグダラのマリア ― 無限の愛』岩波書店　1996
- ロバート・コールズ『シモーヌ・ヴェイユ入門』平凡社ライブラリー　1997
- 『日仏現代作家展 1998』大村マリ、堀田君子、関口佳巳編 広田京子、エルヴェ・ドリェップ共訳　ファインアーツインターナショナル　1998
- 『日仏現代作家展 1999』大村マリ、堀田君子編 広田京子共訳　ファインアーツインターナショナル　1999
- ジャンヌ・ブーラン『エロイーズ ― 愛するたましいの記録』岩波書店　2003
- ジャン・ジオノ『大空を見たかった少年』世界文化社　2005
- ジャン・ジオノ『木を植えたひと』世界文化社　2005